# 竹内秀樹
竹内 秀樹 (たけうち ひでき、1961年8月29日 - )は、日本の実業家。クラギ株式会社代表取締役社長。

## 来歴
三重県松阪市に生まれる。三重県立松阪高等学校を経て大阪経済大学経営学部卒業後、クラギに入社した。1997年、14代目社長に就任した。
社長就任後、店舗数を倍増。競合他社との差別化として「社内教育を徹底し、スタッフの育成、接客力、商品知識、高齢者への配達などの心配り、農業アドバイザーとしての資格授与など、単なる販売だけではなくお得意先への心配り」を実践していると述べている。